# قرار مجلس الأمن التابع للأمم المتحدة رقم 2615
قرار مجلس الأمن التابع للأمم المتحدة رقم 2615 الذي تم تبنيه في 22 ديسمبر 2021. وبحسب القرار فإن مجلس الأمن يطالب بوصول المساعدات الإنسانية للشعب الأفغاني. كما يدعو جميع الأطراف إلى احترام حقوق الإنسان.
حذرت منظمة الأمم المتحدة للطفولة (اليونيسيف) من أن أفغانستان في حالة اضطراب بسبب أزمة الغذاء.

## روابط خارجية
- نص القرار في undocs.org